# 何泗记
何泗记（1946年8月—），广东连县人，中华人民共和国外交官，曾任中华人民共和国驻中非共和国特命全权大使。

## 生平
1969年，毕业于北京外国语学院法语系，进入中华人民共和国外交部工作，曾任中央外事工作领导小组办公室综合司处长。1993年，任驻卢旺达大使馆一等秘书兼研究室主任。1995年3月，升任驻卢旺达大使馆政务参赞、首席馆员。1997年6月，回国在外交部非洲司任职。1998年3月，调任驻刚果民主共和国大使馆政务参赞、首席馆员。2000年，调任驻几内亚大使馆政务参赞、首席馆员。2004年1月，出任中华人民共和国驻中非大使。2007年8月，自驻中非大使离任。

## 家庭
已婚，有一女。